# Philippe-Charles Schmerling

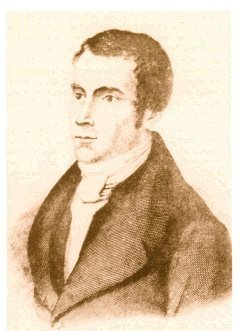
Philippe-Charles Schmerling

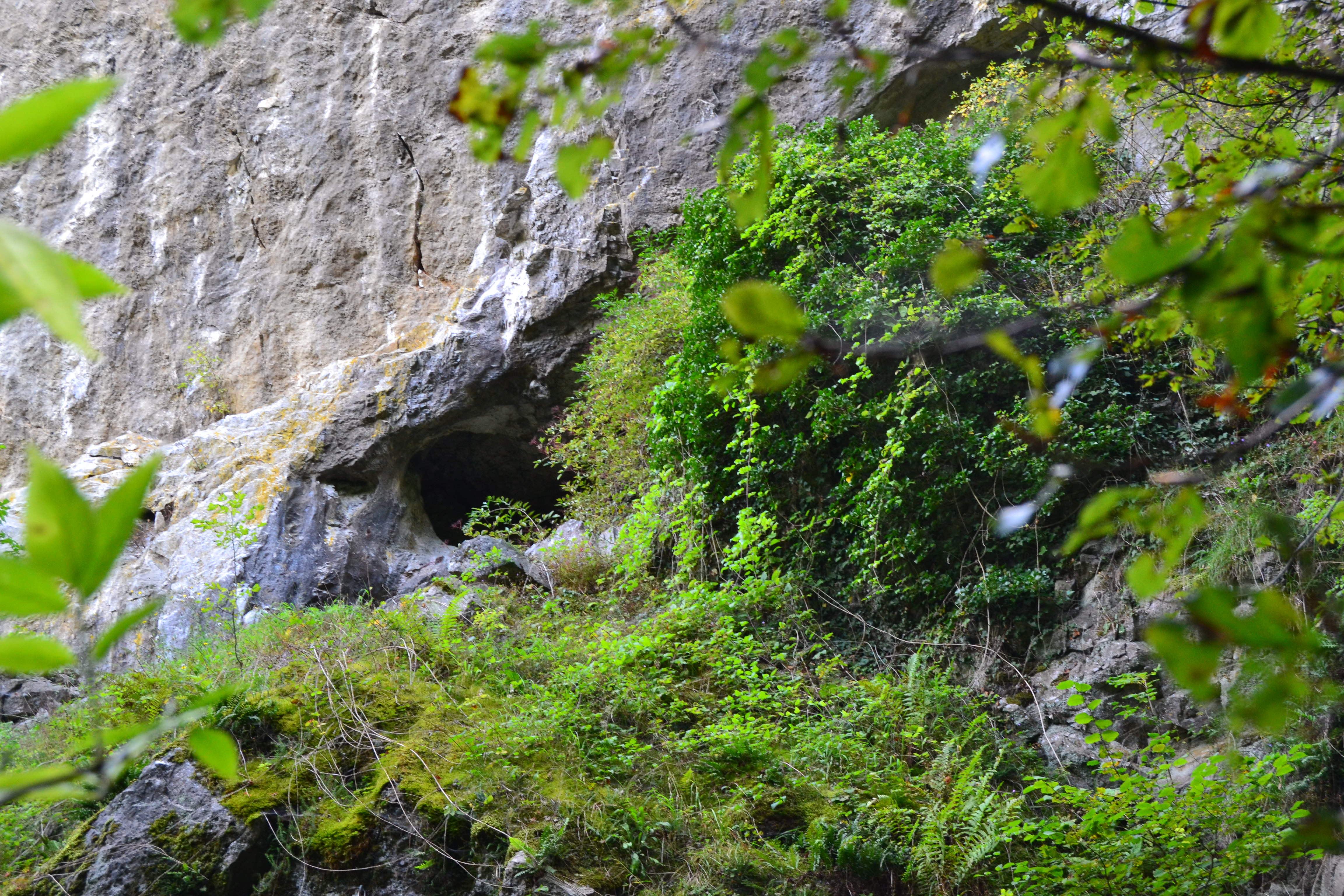
Die so genannte Schmerling-Höhle von Engis

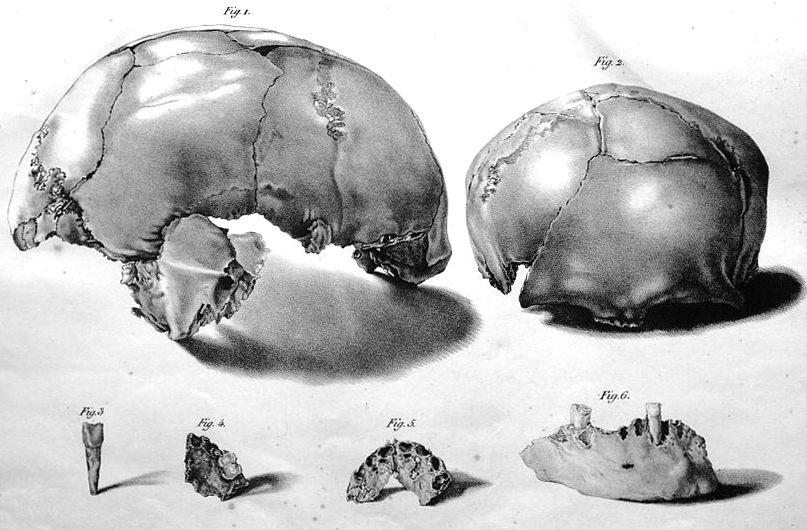
Oben: Engis 1 (links: Ansicht von hinten; rechts: Ansicht von vorn)
Mitte unten: Oberkiefer des Neandertaler-Kindes Engis 2, daneben Fossilien von Homo sapiens

Philippe-Charles Schmerling (* 2. März 1790 (?) in Delft; † 17. November 1836 in Lüttich) war ein belgischer Arzt, Anatom und Paläontologe. Er gilt als einer der Wegbereiter der Paläoanthropologie und der Paläopathologie. Von Schmerling stammt die erste wissenschaftliche Beschreibung eines zum Neandertaler gehörenden Fossils.

## Leben und Werk
Schmerling studierte zunächst Anatomie in Delft und später Medizin in Liège, wo er 1825 zum Doktor der Medizin promoviert wurde. 1829 hielt er sich in der Nähe von Flémalle auf und kam dort mit Fundplätzen von Fossilien in Berührung.
26 Jahre vor Darwins epochalem Werk Über die Entstehung der Arten beschrieb Schmerling im Jahr 1833 als Erster Knochenfunde – die er 1829 selbst in Belgien in den Höhlen von Engis und Engihoul entdeckt hatte – als zum einen fossil und zum anderen als gleich alt wie die Überreste ausgestorbener Säugetiere aus den gleichen Fundorten; aufgrund der Tierfossilien und gleichfalls entdeckter Steinwerkzeuge ordnete er seine Funde dem „Diluvium“ (der Epoche der Sintflut) zu. Von den damaligen Naturforschern wurde diese Interpretation jedoch nicht aufgegriffen. Hieran änderte sich zunächst auch nichts, nachdem 1857 jene Fossilien aus der Feldhofer Grotte vorlagen (Neandertal 1), die seit 1864 als Neandertaler bezeichnet werden.
Selbst Charles Lyell, der die beiden belgischen Höhlen ebenfalls erkundet hatte und 1863 den Interpretationen Schmerlings zustimmte, stieß bei seinen Zeitgenossen noch auf weitgehend taube Ohren. Stattdessen setzte sich die Meinung von Thomas Henry Huxley durch, der die anatomischen Merkmale der Funde aus Belgien und aus der Feldhofer Grotte zwar detailliert beschrieb, aber – unter anderem aufgrund des im Vergleich zum modernen Menschen ungewöhnlichen Aussehens der Schädelknochen – zu dem Ergebnis kam, dass es sich um moderne Menschen mit einem niedrigen Grad an Zivilisation gehandelt habe. Diese Interpretation untermauerte er mit dem Hinweis, dass es möglich sei, anhand von Schädeln seiner Zeitgenossen aus unterschiedlichen Regionen der Erde einen lückenlosen Übergang von primitiven zu fortgeschrittenen Merkmalen zu belegen.
Erst mit Anerkennung der Abstammungstheorie wurde die von Schmerling erkannte Tatsache weithin geteilt, dass es sowohl ausgestorbene Tier- und Pflanzenarten gibt als auch ausgestorbene Arten der Gattung Homo.
Das von Schmerling entdeckte Fossil Engis 1 (ein nahezu vollständig erhaltener Schädel) wird heute als anatomisch moderner Mensch (Homo sapiens) interpretiert. Engis 2 ist ein teilweise erhaltener Neandertaler-Kinderschädel mit separat gefundenem Oberkiefer und gilt als das erste wissenschaftlich beschriebene Fossil des Neandertalers. Der Verbleib der als Engis 3 bezeichneten Knochen-Fragmente ist unbekannt, ihre stammesgeschichtliche Herkunft ebenfalls.
Aufgrund seiner Anmerkungen zu pathologischen Befunden bei den von ihm entdeckten Tierfossilien gilt Schmerling auch als einer der Wegbereiter der Paläopathologie.

## Ehrungen
1834 wurde Philippe-Charles Schmerling zum Mitglied der Deutschen Akademie der Naturforscher Leopoldina gewählt. Die Académie royale des Sciences, des Lettres et des Beaux-Arts de Belgique nahm in 1834 und die Königlich Niederländische Akademie der Wissenschaften (damals Koninklijk Instituut) 1836 als korrespondierendes Mitglied auf.

## Belege
1. ↑  Nach anderen Quellen wurde Schmerling am 24. Februar 1791 geboren. Laut Liliane Henderickx (in: Philippe Charles Schmerling (1790–1836) révèle l'antiquité de l'homme grâce aux dépôts antédiluviens des grottes liégeoises. In: Revue d'Archéologie et de Paléontologie, Band 10, 1991, S. 24–66) beruht die Datierung ins Jahr 1791 auf einem Fehler von Charles François Antoine Morren in seiner Schrift: Notice sur la vie et les travaux de Philippe-Charles Schmerling. In: Annuaire de l’Académie royale de Belgique, Band 4, 1838, (Google Books), der an anderer Stelle ebenfalls das Jahr 1790 nannte.
2. ↑  Philippe-Charles Schmerling: Recherches sur les ossements fossiles découverts dans les cavernes de la Province de Liège. P. J. Collardin, Liège 1833–1834 (2 Bände).
3. ↑   Charles Lyell: The geological evidences of the antiquity of man. George W. Childs, Philadelphia 1863.
4. ↑  Thomas Henry Huxley: Evidence as to Man's Place in Nature. D. Appleton and Company, New York 1863, Kapitel 3; deutsch: Zeugnisse für die Stellung des Menschen in der Natur. Übersetzt von Julius Victor Carus. Friedrich Vieweg und Sohn, Braunschweig 1863.
5. ↑  in der Originalausgabe S. 179–180, 183.
6. ↑  Leopoldina: Mitgliederverzeichnis.
7. ↑  Académicien décédé: Philippe-Charles Schmerling. Académie royale des Sciences, des Lettres et des Beaux-Arts de Belgique, abgerufen am 9. Februar 2024 (französisch).
8. ↑  Past Members: P.C. Schmerling. Königlich Niederländische Akademie der Wissenschaften, abgerufen am 8. Juli 2023.

| Personendaten    | Personendaten                   |
| ---------------- | ------------------------------- |
| NAME             | Schmerling, Philippe-Charles    |
| KURZBESCHREIBUNG | belgischer Arzt in Paläontologe |
| GEBURTSDATUM     | 2. März 1790                    |
| GEBURTSORT       | Delft                           |
| STERBEDATUM      | 17. November 1836               |
| STERBEORT        | Liège                           |